# لي تونغ
لي تونغ (بالصينية: 李彤) هو منافس ألعاب قوى صيني، ولد في 6 مايو 1967 في هانغتشو في الصين.

## وصلات خارجية
- لي تونغ على موقع الاتحاد الدولي لألعاب القوى (الإنجليزية)
- لي تونغ على موقع أوليمبيديا (الإنجليزية)